# Teresa Zarzeczańska-Różańska

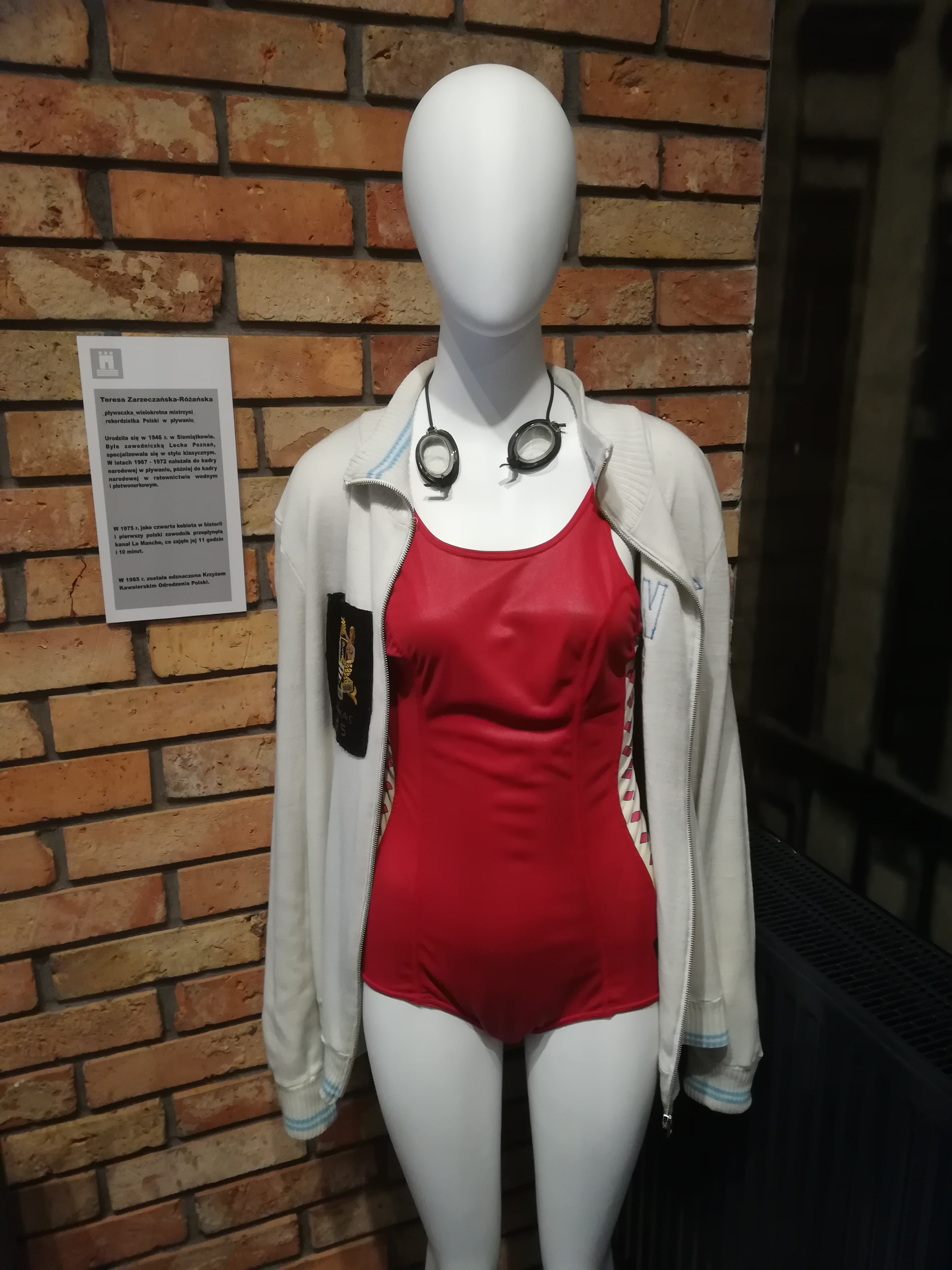
Strój Zarzeczańskiej-Różańskiej w ekspozycji Swarzędzkiego Centrum Historii i Sztuki

Teresa Zarzeczańska-Różańska (ur. 15 października 1946 w Siemiątkowie, zm. 26 listopada 2023 w Poznaniu) – polska pływaczka, pierwsza polska zawodniczka, która przepłynęła kanał La Manche (1975), wielokrotna mistrzyni i rekordzistka Polski w pływaniu.

## Życiorys

### Kariera sportowa
Była zawodniczką Lecha Poznań, specjalizowała się w stylu klasycznym. Była sześciokrotną mistrzynią Polski: na 100 metrów st. klasycznym (1968, 1969, 1970) i na 200 m st. klasycznym (1968, 1970, 1971), dwukrotną wicemistrzynią Polski: na 200 m st. klasycznym (1967, 1969) i 400 m st. klasycznym (1967) oraz brązową medalistką mistrzostw Polski na 100 m st. klasycznym (1967). Ustanowiła rekord Polski na 100 m st. klasycznym (1:20,6 - 6 marca 1968) i trzykrotnie na 200 m st. klasycznym - (2:56,0 - 7.03.1968, 2:54,9 - 25.08.1968, 2:51,1 - 4.07.1970). W latach 1967–1972 należała do polskiej kadry narodowej w pływaniu. Od 1972 do 1977 była zawodniczką Klubu Płetwonurków LOK „Delfin”, członkiem kadry narodowej w ratownictwie wodnym i płetwonurkowaniu.
30 sierpnia 1975 jako pierwsza zawodniczka z Polski (zarówno wśród kobiet, jak i mężczyzn) oraz czwarta kobieta w historii przepłynęła kanał La Manche - z Dover do Wissant w czasie 11 godzin 10 minut. Swojemu wyczynowi poświęciła książkę Kraulem przez kanał La Manche (wyd. 1980). W 1985 została odznaczona Krzyżem Kawalerskim Orderu Odrodzenia Polski.
Wcześniej nie otrzymywała żadnego wsparcia ze strony państwa i związków pływackich - pieniądze na osiągnięcie wyniku otrzymała dzięki prezydentowi Poznania Andrzejowi Wituskiemu, który przesunął na ten cel środki z obszaru gospodarki komunalnej miasta. Kroki w tym kierunku zainicjowali m.in. Eugeniusz Paukszta i Teofil Różański, dziennikarz TVP Poznań, późniejszy mąż sportsmenki.
W latach 90. organizowała starty pływackiej sztafety kobiecej, która m.in. w 1992 pobiła rekord świata w przepłynięciu kanału La Manche (9 godz. 48 minut), a w 1993 w przepłynięciu tego kanału w dwie strony (20 godz. 43 minuty) oraz pokonała trasę jednoetapowego maratonu z Kołobrzegu na Bornholm, liczącą prawie 95 km.
W lutym 2020 została uhonorowana przez kapitułę Poznańskiej Gali Sportu tytułem Superseniora Poznańskiego Sportu.
W 2021 otrzymała honorowe obywatelstwo Poznania.
Pochowana została 5 grudnia 2023 roku na Cmentarzu komunalnym nr 2 Junikowo w Poznaniu.

### Życie prywatne
W 1972 ukończyła studia matematyczne w Wyższym Studium Nauczycielskim przy Uniwersytecie Adama Mickiewicza w Poznaniu, w latach 1972–1990 pracowała jako nauczyciel matematyki i fizyki, od 1991 jako nauczyciel wychowania fizycznego. W 1979 wyszła za mąż za Teofila Różańskiego, działacza sportowego i dziennikarza, który w 1975 kierował ekipą wspierającą jej wyczyn na kanale La Manche.